# 天主教察嫩教區
天主教察嫩教區（拉丁語：Dioecesis Tzaneensis）是南非一個羅馬天主教教區，屬比勒陀利亞總教區。

## 歷史
教區的前身是路易特里哈特宗座監牧區，成立於1962年12月27日，1972年11月16日升為教區並易名為路易特里哈特-察嫩教區。1987年7月18日易名至今。

## 現況
教區位於林波波省東北部。2010年有教友46,900人（佔轄區總人口4.7%）、十四個堂區、二十名司鐸。現任教區主教為若望·諾厄·羅德里格斯。